# Пасічник Ольга Ігорівна
Ольга Ігорівна Плиска-Пасічник (пол. Olga Pasiecznik; нар. 3 березня 1968, Рівне) — українська оперна та концертно-камерна співачка (сопрано), донька ректора Національного університету «Острозька академія» Ігора Демидовича Пасічника.

## Життєпис
Навчалась фортепіано та музичної педагогіки у Рівненському педагогічному інституті (1990), класичного співу в Консерваторії в Києві (1990—1995, клас Є. Мірошниченко). Удосконалювалася у Варшавській музичній академії ім. Фридерика Шопена у Варшаві (1991—1993, клас А. Болеховської).
Із 1992 року солістка Варшавської камерної опери. Виступала у 40 операх Монтеверді, Глюка, Генделя, Моцарта, Вебера, Бізе, Россіні, Верді, Пуччіні, Дебюссі, Чайковського, Шимановського. Виступала у Варшавській філармонії, Консертгебау Амстердам, Опері Бастилія в Парижі, Театрі Єлисейських полів в Парижі, Королівський театр Ла Монне/Де Мунт в Брюсселі, Баварській опері в Мюнхені.
Призерка Міжнародного вокального конкурсу в Хертогенбош (Нідерланди, 1994 — II місце), Mirjam Helin International Singing Competition в Гельсінкі (Фінляндія, 1999 — II місце) та Конкурсу імені королеви Єлизавети (Бельгія, 2000 — III місце)
Виступає також як камерна співачка разом із сестрою Наталією (фортепіано).
Записала понад 50 CD, DVD i Blu-ray-дисків.
20 квітня 2013 року у Великому театрі Варшави відбулась прапрем'єра опери у двох актах «Qudsja Zaher» Павла Шиманського. Головну партію написано спеціально для Ольги Пасічник, яка і виконала її на прем'єрі.
Нагороджена у 2023 році Золотою медаллю «За заслуги в культурі Gloria Artis».